# Saint-Yaguen
Saint-Yaguen är en kommun i departementet Landes i regionen Nouvelle-Aquitaine i sydvästra Frankrike. Kommunen ligger i kantonen Tartas-Ouest som tillhör arrondissementet Dax. År 2022 hade Saint-Yaguen 628 invånare.

## Befolkningsutveckling
Antalet invånare i kommunen Saint-Yaguen
Referens:INSEE